# Oberea antennata
Oberea antennata är en skalbaggsart som beskrevs av Franz 1972. Oberea antennata ingår i släktet Oberea och familjen långhorningar. Inga underarter finns listade i Catalogue of Life.